# 巴鲁埃里竞技场
巴鲁埃里竞技场，为巴西圣保罗州巴鲁埃里市的一个综合性体育场。现在主要用作足球比赛场地。巴鲁埃里竞技场现在为格雷米奥巴鲁埃里、巴鲁埃里体育俱乐部的主场。巴鲁埃里竞技场2007年建成，观众容量35,000人。2012、2013赛季，该体育场为帕尔梅拉斯的临时主场。